# Ecberto il Guercio
Ecberto, detto il Guercio (in tedesco Ekbert der Einäugige), (932 – 4 aprile 994) fu conte di Hastfalagau.

## Biografia
Era il secondogenito di Wichmann il Vecchio e il fratello minore di Wichmann II il Giovane. Apparteneva alla linea più anziana della dinastia dei Billunghi. 
Egli inizialmente era un fedele del re Ottone I e, durante l'assedio di Magonza del 953-954, contro il figlio del re e ribelle Liudolfo, duca di Svevia, venne inviato come ostaggio nella città, ove però fu persuaso a schierarsi con i ribelli; egli inoltre perse un occhio (da qui il soprannome) in seguito ad uno scontro ingaggiato incautamente dal re, verso cui rivolse il proprio odio per l'infortunio ricevuto. 
Dopo che questa rivolta venne soppressa, lui e suo fratello istigarono gli Obodriti del re Nakon a scendere in guerra nel 955, evento che culminò con la battaglia del Raxa, mentre Ottone stava combattendo contro i Magiari. Sfuggirono al giudizio scappando alla corte di Ugo il Grande in Francia. Nel 978 fu messo sotto processo come complice della rivolta di Enrico II, duca di Baviera, nella guerra dei Tre Enrichi ed recluso, assieme ad esso, dal vescovo Folcmaro di Utrecht. Ecberto aiutò Enrico a rapire Ottone III e imprigionò la sorella di Ottone, Adelaide, nel suo castello di Ala. Nonostante tutto questo, Ecberto mantenne un'importante posizione nel regno fino alla morte. 

## Famiglia e figli
La moglie di Ecberto non è conosciuta per nome. Essi ebbero: 
- Wichmann III, che ebbe come figlio Wichmann IV[4]; questa ipotesi però non può essere confermata dalle fonti storiche[5];
- Bruno[4];
- Amelung[4].

Una possibile figlia potrebbe essere stata Richenza di Svevia.